# Wojciech Skowroński (album)
Wojciech Skowroński – drugi solowy album studyjny Wojciecha Skowrońskiego z 1976 roku, wydany przez wytwórnię płytową Pronit. Sesje nagraniowe miały miejsce w maju 1976 roku, zaś materiał na płytę zarejestrował zespół pianisty Blues & Rock w zmienionym składzie. Jest to nieodmiennie mariaż bluesa, rock and rolla i jazzu. Zmieniły się jednak koncepcje dotyczące aranżaci poszczególnych utworów; ponieważ całość brzmi bardziej stylowo i miękko z tego względu, iż muzycy ukierunkowało swe zainteresowania w stronę amerykańskich produkcji z tego okresu. W czym dużą rolę odegrał gitarzysta Edmund Klaus oraz użycie przez lidera w większości prezentowanych tutaj utworów, pianina Fendera. Dzięki czemu bluesowy utwór pt. Szósta rano na trasie zyskał soulowy koloryt brzmieniowy, a niektóre ekspresyjne wykonawczo kompozycje dryfują tutaj w stronę funku. W programie płyty znalazły się m.in. przebojowe songi (Ja to się cieszę byle czym) – nie zabrakło odniesień do swingu (standard jazzowy Stompin' at the Savoy) czy fortepianowego Boogie-woogie (Cały świat jaśnieje). Nie zabrakło również rozbudowanych, dłuższych form, które Skowroński chętnie rozwijał podczas koncertów, wypełniając je długimi improwizacjami instrume. Przykładami tego typu na płycie są utwory Za jasną rzeką i Do tych dni, kolorowych dni.

Blues jest widowiskiem muzycznym, wynikającym ze szczerości przeżycia" - tłumaczył Zygmuntowi Kiszakiewiczowi. "W przeciwieństwie np. do rewii lub operetki, gdzie wszystko polega na kunsztownie wyważonej sztuczności, podczas koncertu bluesowego słuchacze są świadkami rodzenia się muzyki: ogromnie wiele w tym improwizacji, spontaniczności, niewymuszonej zabawy. Nawet najbardziej oklepany standard może tu być podany dziś zupełnie inaczej niż wczoraj, a jutro inaczej niż dziś.

W 2000 roku krążek miał swą pierwszą reedycję i ukazał się nakładem wydawnictwa Yesterday na płycie kompaktowej w serii Dwa albumy na jednym kompakcie (numer kat.: 8309885262) wraz z debiutanckim albumem studyjnym Skowrońskiego pt. Blues & Rock (1973). Zaś 21 lipca 2023 roku materiał ten wydano nakładem Polskich Nagrań (Warner Music Poland – 50541 976884 5 4), jako osobne wydawnictwo.

## Lista utworów[2][5]
Strona A
1. „Ja to się cieszę byle czym” (muz. Jerzy Milian, Andrzej Dąbrowski – sł. Błażej Perkun) – 3:19
2. „Za jasną rzeką” (muz. Wojciech Skowroński – sł. Jan Zalewski) – 7:00
3. „Cały świat jaśnieje” (muz. Wojciech Skowroński – sł. Jan Zalewski) – 3:52
4. „Stompin' at the Savoy” (autorzy: Andy Razaf, Benny Goodman, Chick Webb, Edgar Sampson – opracowanie: Wojciech Skowroński)[6]  – 4:39

Strona B
1. „Kiedy świat jest więcej wart” (muz. Wojciech Skowroński – sł. Kazimierz Adam, właśc. Jan Zalewski) – 3:09
2. „Do tych dni, kolorowych dni” (muz. Wojciech Skowroński – sł. Kazimierz Adam, właśc. Jan Zalewski) – 6:12
3. „Szósta rano na trasie” (muz. W. Skowroński – sł. Marek Dutkiewicz) – 6:45
4. „Rock and Roll i ja” (muz. W. Skowroński – sł. Kazimierz Adam, właśc. Jan Zalewski) – 3:30

## Skład zespołu Blues & Rock[2]
- Wojciech Skowroński – śpiew, pianino Fendera, fortepian
- Edmund Klaus – gitara, śpiew wspierający
- Eugeniusz Orlicki – gitara basowa, śpiew wspierający
- Waldemar Majewski – perkusja, śpiew wspierający

## Personel techniczny[2][5]
- Wojciech Piętowski – reżyser nagrania
- Halina Jastrzębska-Marciszewska – operator dźwięku

## Opracowanie[2][5]
- Rafał Olbiński – projekt graficzny